# Battaglia di Čuvaš
La battaglia di Čuvaš (23 ottobre 1582) portò alla vittoria della spedizione russa guidata da Ermak Timofeevič e alla conquista di Isker, capitale del Khanato di Sibir, abbandonata in seguito alla sconfitta dall'esercito del khan Küçüm.

## Contesto storico
Dopo che Küçüm riuscì a imporsi al potere del khanato, attaccò le vicine terre di Perm' dove la famiglia Stroganov, aveva installato un avamposto militare, con il beneplacito di Ivan IV di Russia. Assoldate nuove truppe per difendere i propri possedimenti a ridosso degli Urali, affidarono ai cosacchi, giunti in quelle terre dopo essere stati cacciati con la forza dal Don, il compito di attaccare il khanato in modo da renderlo inoffensivo. Compiuti brevi raid nel corso degli anni 1579 e 1580, 540 cosacchi, guidati dal loro comandante in capo Ermak, conquistarono nel 1581 Çinki-Tura, antica capitale del khanato, e vi passarono il lungo inverno siberiano. Nell'estate del 1582 il contingente lasciò la città diretto verso Isker. Impegnati nella battaglia di Baba Hasan dall'esercito tataro riuscirono dopo 5 giorni di aspri combattimenti a sconfiggere il nemico e a portarsi, alla fine di ottobre di quello stesso anno, nei pressi della capitale del khanato.

## Le fortificazioni di Isker
I tatari decisero di combattere la battaglia fuori dalle mura della città poiché queste, a causa del loro deterioramento, non sarebbero state in grado di reggere l'assalto nemico. La scelta del luogo ricadde su un'ansa boscosa del fiume Irtyš, poco distante dalla città.

## Battaglia
I cosacchi si avvicinarono alla riva del fiume sparando con i propri fucili contro i siberiani, i quali risposero con le frecce. Il primo scontro non inflisse molte vittime tra i tatari, i quali trovavano rifugio dietro agli alberi.
I siberiani agli ordini di Muhammed, il fratello del khan, contrattaccarono il contingente cosacco. Ermak ordinò allora ai propri uomini di disporsi in formazione quadrata, con i fucilieri al centro. Gli uomini delle tribù degli ostiachi e dei mansi che facevano parte dei ranghi siberiani, furono uccisi in gran numero dal fuoco di difesa cosacco. Coloro rimasti in vita si sbandarono e fuggirono dal campo di battaglia. I guerrieri tatari continuarono soli l'offensiva ma furono decimati dal fuoco nemico. Lo stesso Muhammed fu ferito da uno sparo durante lo scontro e scampò di poco alla cattura, fuggendo tramite una barca.
Dopo il ferimento del loro comandante in capo le rimanenti forze tatare si dispersero. I cannoni, pur a disposizione dell'esercito del khanato, non furono utilizzati. Küçüm si rifugiò ad Isker, ma i cosacchi decisero di non inseguirlo, ritirandosi nel vicino paese di Atik per la notte.

## Conseguenze della battaglia
Dopo la sconfitta, Küçüm e alcuni tra i suoi sottoposti si rifugiarono nelle steppe della Siberia; molte tribù locali si rifiutarono di seguirlo. Il 26 ottobre i cosacchi entrarono indisturbati ad Isker dove i capi tribù che non erano fuggiti si sottomisero a Ermak, offrendo il pagamento dei loro tributi.